# Drepanogynis integraria
Drepanogynis integraria là một loài bướm đêm trong họ Geometridae.